# Morgen irgendwo am Meer (Film)
Morgen irgendwo am Meer ist ein deutschsprachiger Jugendfilm des Regisseurs Patrick Büchting. Die Verfilmung des gleichnamigen Jugendromans von Adriana Popescu erzählt von vier Jugendlichen, die nach ihrer Schulzeit aus unterschiedlichen Gründen zusammen zu einer Reise nach Lissabon aufbrechen. Der Film wurde als bester Jugendfilm Deutschlands ausgezeichnet.

## Handlung
Trotz ihrer angeknacksten Freundschaft und der langen Funkstille kann Konrad Romy überreden, mit ihm ans Meer zu fahren. Ihre Voraussetzung: Ihr Freund Julian kommt mit. Dieser hat von seinen Eltern die Bedingung, sich während der Reise Gedanken über seine Zukunft zu machen. Dafür darf er den goldenen Mercedes seines Vaters ausleihen. Die Reise startet nicht ohne Misstöne. Julian mag Konrad nicht, da er eine gewisse Verbindung zwischen ihm und Romy spürt und Konrad stört sich an der Anwesenheit von Julian. Als dann auch noch die unbekannte Nele dazustößt, befürchtet Konrad, dass die Reise eine Schnapsidee war. 
Schnell zeigt sich, dass hinter ihrer Reise mehr als ein lustiges Urlaubsabenteuer steckt. Persönliche Konflikte und Geister der Vergangenheit stellen ihre Reise auf die Probe, denn bekanntlich hat jeder sein Päckchen zu tragen.

## Hintergrund
Morgen irgendwo am Meer basiert auf dem gleichnamigen Jugendroman von Adriana Popescu. Patrick Büchting war fasziniert von den Figuren in dem Buch und konnte sich mit jeder Figur zu einem Teil identifizieren. Ihm war es dann sehr wichtig, aus dem Buch einen Film zu machen, den er so selbst gerne am Ende seiner Schulzeit gesehen hätte.
Der Film stellt Patrick Büchtings Debütfilm dar. Er schließt damit sein Masterstudium „Film“ an der Fachhochschule Dortmund ab. 
Die Weltpremiere des Films fand am 15. April 2023 beim Internationalen Filmfest Bremen statt. Dort erhielt der Film den Publikumspreis als „Bester niedersächsischer Film“.
Am 6. Juni 2024 kam der Film deutschlandweit in die Kinos. Zusätzlich zum Kinostart gab es eine Kinotour, bei der die Schauspieler und der Regisseur durch über 20 Städte reisten und sich mit dem Publikum austauschten. Vor Kinostart gab es in Berlin, München, Hamburg und Darmstadt die ersten Previews.
Auch international feierte der Film Erfolge:
Die internationale Premiere fand am 21. Oktober 2023 auf dem Evolution Mallorca International Filmfestival in Palma de Mallorca statt, wo er als „Best Made In Baleares Feature Film“ ausgezeichnet wurde.
Ebenso lief der Film am 12. April 2024 auf dem Filmfestival European Cinema Day and Night in Litauen und kam anschließend in Litauen ins Kino.
Vom 6. Mai bis 12. Mai 2024 stellten der Regisseur Patrick Büchting und der Schauspieler Jonas Kaufmann den Film auf dem Filmfestival MICE Cuba im kubanischen Havanna vor.
Weitere Filmfestivalaufführungen sollen im Herbst 2024 in Spanien und Japan folgen.

## Auszeichnungen
- Internationales Filmfest Bremen 2023: Publikumspreis[4]/ Bester niedersächsischer Film[8]
- Internationales Filmfestival Schlingel für Kinder und junges Publikum 2023: Hauptpreis der Stadt Chemnitz[9]/ Preis der Fachjury: Spielfilm National[10][9]/ Blickpunkt Deutschland[11]
- Filmfestival Münster 2023: Bester Langfilm / Westfalen[12]
- Evolution Mallorca Internationales Filmfestival 2023: Best Made In Baleares Feature Film[5]

- Prädikat besonders wertvoll[13]
- 5,0/5 Sterne FBW-Jugendfilm Jury[14]

## Kritik
Die Redaktion des Lexikon des internationalen Films vergab zweieinhalb von fünf Sternen und resümierte, dass der Film „[…] vor allem mit den soliden Jungdarstellern [punktet], die ein beachtliches Identifikationspotenzial entfalten, sowie dem zwischen Fernweh, Abenteuerlust und Ungewissheit schwankenden Lebensgefühl der Protagonisten, die an der Schwelle zum Erwachsensein stehen.“